# Andy Kaufman
Pour les articles homonymes, voir Andy Kaufman (homonymie) et Kaufman.
Andy Kaufman (17 janvier 1949 - 16 mai 1984) est un humoriste et acteur américain dont la carrière s'étend de 1971 à 1984. Bien que classé comme artiste comique, il préférait se décrire comme un « homme de chanson et de danse ». On le désignait parfois comme un « anti-comédien (en) ». Il méprisait les blagues, ainsi que la « comédie » au sens où on l'entend généralement, disant un jour dans une interview :
« Je ne suis pas un comique, je ne raconte jamais de blagues... La promesse du comique, c'est d'arriver à vous faire rire de lui… Ma seule promesse, c'est d'essayer de divertir du mieux que je peux. Je sais manipuler les réactions des gens. Il y a différentes sortes de rire. Le rire des tripes, c'est quand vous n'avez pas le choix, vous êtes obligés de rire. Le rire des tripes ne vient pas de l'intellect, et c'est beaucoup plus difficile à pratiquer pour moi maintenant que je suis connu. Ils se disent : « Wow, Andy Kaufman, ce type est vraiment marrant », mais je n'essaie pas d'être drôle, je veux simplement jouer avec leur tête. »
Après avoir commencé dans de petits clubs au début des années 1970, il attire l'attention d'un public plus large en 1975 en apparaissant dans la première saison du Saturday Night Live. Son personnage de « L'étranger » servira de base à sa prestation en tant que Latka Gravas (en) dans le sitcom populaire Taxi de 1978 à 1983. Pendant cette période, il continue à se produire dans des clubs et des théâtres, apparaissant parfois sous les traits du personnage de Tony Clifton (en), un chanteur de salon et de piano-bar volontairement outrancier. Il fait également des apparitions régulières dans des sketchs et des late-night shows, en particulier le Late Night with David Letterman. En 1982, il crée un numéro où il interprète un « méchant » de catch qui ne combat que des femmes et met en scène plusieurs fausses altercations télévisées avec le catcheur Jerry Lawler, dont le public n'a réellement été mis au courant qu'il s'agissait d'un canular que plus d'une décennie après sa mort.
Kaufman meurt d'un cancer du poumon le 16 mai 1984 à l'âge de 35 ans,. Sur ce point un livre de son ex petite amie Lynn Marguiles affirme qu'il est en réalité mort du SIDA et que cette cause a été cachée pour ne pas révéler sa bisexualité à ses parents. Comme il avait habitué le public à des canulars, des rumeurs apparaissent rapidement sur le fait qu'il a sans doute simulé une fausse mort pour réapparaître plus tard,. Il continue à être respecté dans le milieu comique américain pour la variété de ses personnages, son approche particulièrement contre-intuitive de la comédie et sa volonté de provoquer des réactions négatives et confuses du public,.

## Biographie

### Jeunesse
Andy Kaufman naît à New York, le 17 janvier 1949, dans une famille juive, fils aîné de Stanley et Janice Kaufman. Il grandit à Great Neck, Long Island, et se produit sur scène dès l'âge de ? ans[réf. souhaitée]. Il fait des études universitaires au Grahm Junior College de Boston (qui n'existe plus aujourd'hui). Sorti de l'université, il se produit en tant qu'artiste de « stand-up » dans de petits clubs de la côte est.

### Carrière (temps forts)

#### «Foreign Man» («L'étranger»)
Andy Kaufman se fait tout d'abord remarquer avec un personnage connu sous le nom de « Foreign man » (« L'étranger »), qui prétend venir de « Caspiar » (une île imaginaire de la mer Caspienne). Sur la scène de différents clubs de comédie, ce personnage apparaît, très intimidé, pour chanter en playback une seule phrase du générique de Mighty Mouse (célèbre dessin animé américain) : « Here I come to save the day », ou encore raconter quelques très mauvaises blagues et présenter de très mauvaises imitations (ex : Archie Bunker, Richard Nixon, etc.). Pour donner un exemple, il pouvait dire avec cet accent caractéristique (qu'on pourrait qualifier de « pseudo slavo-balkanico-danubien ») : « Je voudré imiter Mossio Jimmy Carter, le président des Zéta-Zouni ». Il enchaîne alors avec le même accent : « Bonjour, je suis Mossio Carter, le président des Zéta-Zouni. Très merci boukou ». Le public se trouve alors devant un cruel dilemme : être outré par un si mauvais numéro, ou ressentir un sentiment d'empathie envers un pauvre artiste qui se mettait à pleurer sur scène après s'être fait huer. À ce stade, « Foreign Man » peut annoncer : « Et maintenon, je voudré imiter le Elvis Presley », annonce dont la seule évocation suffit à faire rire l'assistance, tant les imitations précédentes étaient mauvaises…  « Foreign Man » se tourne alors, dos au public, enclenche un lecteur de cassettes portatif et, pendant l'introduction d'un morceau d'Elvis, ôte son manteau, se plaque les cheveux en arrière avant de se retourner et de se lancer dans une si bonne imitation que le « King » lui-même l'a d'ailleurs choisie comme sa préférée.
Le public réalise alors qu'il a été dupé, procédé qui devient la marque de fabrique du comique de Kaufman.

#### «Latka»
Andy Kaufman fait évoluer le personnage de « Foreign Man » et le baptise « Latka ». Latka apparaît dans 114 épisodes de la sitcom Taxi sur la chaîne ABC. Le producteur Ed Weinberg explique : « Nous n'avions pas pensé à Andy avant de l'avoir vu. Mais, l'ayant vu, nous lui avons écrit un rôle » ; version confirmée par Bob Zmuda (un des coauteurs attitrés de Kaufman) : « En fait, ils ont acheté le personnage de « Foreign Man » pour l'intégrer comme personnage dans Taxi en tant que « Latka ». » George Shapiro, le manager de Kaufman, encourage Andy à prendre le rôle.
Détestant les sitcoms, il est plus que réticent à l'idée de participer à Taxi. Afin de donner du champ à son personnage, les scénaristes attribuent à Latka de multiples désordres de la personnalité qui permettent à Kaufman d'incarner d'autres personnages, aléatoirement. Dans un épisode, le personnage de Kaufman arrive dans un état qui le fait se comporter comme Alex Reiger, le personnage principal de la série, interprété par Judd Hirsch. Un autre personnage récurrent interprété par Kaufman dans la série est « Vic Ferrari », un tombeur de femmes…
La série Taxi fut maintes fois récompensée, auréolée d'un succès populaire qui permit à Kaufman d'obtenir une forme de reconnaissance… en tant que « Latka ».
Durant cette période, lors de ses spectacles sur scène, le public s'attend à le voir interpréter le très populaire personnage de Latka et n'hésite pas à interpeler l'artiste sur scène pour le lui demander. Il punit alors le public en annonçant qu'il interrompt la représentation pour entamer une lecture de Gatsby le Magnifique, de Scott Fitzgerald. Le public rit, avant de réaliser que l'annonce est très sérieuse et qu’Andy Kaufman va réellement faire durer la lecture plusieurs heures, malgré la désertion d'une grande partie du public.

#### «Tony Clifton»

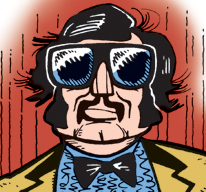
Tony Clifton en caricature.

Autre très célèbre personnage d’Andy Kaufman : Tony Clifton, chanteur de salon et de piano-bar tout à fait outrancier. Tony Clifton « débute » en première partie des spectacles de Kaufman avant de se produire sur scène pour ses propres concerts. Clifton peut être interprété indifféremment par Kaufman lui-même, son frère Michael ou son compère Bob Zmuda, ce qui donne lieu à une légendaire série de quiproquos autour du personnage.
Pendant une courte période, beaucoup étaient persuadés que Clifton était une personne réelle. Les journaux télévisés interviewaient Clifton en tant que première partie de Kaufman et Clifton devenait vite infamant dès que le nom de « Kaufman » était cité. Clifton insistait pour dire que Kaufman faisait tout pour salir sa réputation, afin de gagner de l'argent et devenir célèbre sur son dos.
Tel qu'exigé par Andy Kaufman comme condition à sa participation au sitcom Taxi, Clifton fut invité pour un « guest » dans la série. À peine arrivé sur le plateau, Clifton poussa une colère noire avant de se faire expulser du tournage par des agents de sécurité.
À sa grande satisfaction, l'incident est rapporté dans les journaux locaux.

#### Carnegie Hall («Milk and cookies» show)
Lors de ce spectacle mémorable donné au Carnegie Hall, Andy Kaufman débute en invitant sa « grand-mère » à assister au spectacle, assise sur une chaise au bord de la scène. À la fin du show, la prétendue grand-mère se lève, ôte son masque et se révèle n'être autre que le comédien Robin Williams (son ami) déguisé. Andy Kaufman fait par ailleurs intervenir une dame âgée (nommée Eleanor Cody Gould) qu'il fait danser jusqu'au malaise. La dame tombe morte sur scène. Kaufman réapparaît alors, paré d'une coiffe d'Indien d'Amérique, procède à des invocations et des danses autour de son corps, ce qui a pour effet de la « ressusciter ».
Mais le spectacle reste surtout célèbre pour sa conclusion, lors de laquelle Andy Kaufman invite tout le public à partager avec lui des biscuits et du lait (« Milk and cookie », la collation traditionnelle des enfants américains). Le public sort et découvre médusé que trente-cinq cars attendent à l'extérieur pour les emmener effectivement dans des hangars aménagés où un verre de lait et des biscuits attendent chacun. Il invite alors tous ceux qui souhaitaient le rencontrer à le rejoindre le lendemain matin à bord d'un Staten Island Ferry où le spectacle de la veille continue…
Au-delà du « stand-up » et de son rôle dans Taxi, c'est pour ce type de spectacle qu’il est le plus connu.

#### «Andy's Funhouse»
Comme autre condition à sa participation au sitcom Taxi, Andy Kaufman exige qu'on lui accorde une émission spéciale, et c'est Andy's Funhouse, concept fondé sur un spectacle habituel (créé alors qu'il était à l'université). L'émission est enregistrée en 1977 mais ne sera diffusée qu'en août 1979 sur ABC.
L'émission présente la plupart de ses fameux numéros, notamment Foreign Man/Latka et son imitation d'Elvis, ainsi qu'une foule de numéros originaux. Un de ces numéros consiste en un vrai-faux écran figé (semblant indiquer que la diffusion avait été interrompue). Les responsables de la chaîne ABC s'en trouvent fort mal à l'aise, redoutant que les téléspectateurs changent de chaîne, ce qui est précisément l'effet comique recherché par Kaufman.

#### L'incident «Fridays»
En 1981, Andy Kaufman fait trois apparitions dans l'émission de variété Fridays, sur la chaîne ABC (comparable à SNL). La première intervention de Kaufman dans l'émission est la plus mémorable.
Un des sketches mettait en scène quatre personnes au restaurant qui tour à tour s'éclipsaient aux toilettes pour fumer du cannabis. En pleine diffusion, il sort de son personnage et refuse de dire son texte, arguant du fait qu'il se sentirait stupide de jouer quelqu’un étant sous l'effet de la drogue. Les autres comédiens de la scène se trouvent dans une situation des plus inconfortables, en plein direct télévisé. En réponse, Michael Richards sort du champ des caméras pour revenir avec plusieurs cartons-prompteurs qu'il jette furieusement dans l'assiette d’Andy Kaufman, ce à quoi il réplique en lui balançant un verre plein d'eau à la figure. L'invité vedette de l'émission Jack Burns déboule sur scène, il s'ensuit un pugilat sous l'œil des caméras, finalement interrompu par une coupure publicitaire. On découvre plus tard qu'il s'agissait d'un canular — duquel tous les comédiens n'étaient pourtant pas au courant — ce qu'il nie farouchement pour ajouter à la confusion générale.
Il apparaît néanmoins la semaine suivante pour présenter des excuses au public. Quelques semaines plus tard cette année-là, il participe à l'émission comme invité vedette. À un certain moment du show, il invite Kathie Sullivan (chanteuse de jazz et gospel) à le rejoindre sur scène pour chanter quelques chansons de Gospel. Il annonce alors qu'ils sont sur le point de se marier, avant de faire part au public de sa toute nouvelle prise de conscience de sa foi en Jésus ; encore un canular.

#### Champion deCatch«mixte»
Enfant, Andy Kaufman admirait beaucoup les catcheurs professionnels et leur univers. Pendant un temps, il intègre à ses spectacles un numéro lors duquel il catche contre des femmes et se proclame « Champion du Monde de Catch mixte ». Il offre une récompense de 1 000 dollars à toute femme qui parviendra à le battre.
À la suite d'un défi lancé par le catcheur vedette Jerry “The King” Lawler, il se décide finalement à monter sur le ring pour affronter un homme : Lawler lui-même. C'est lors de ce combat que Lawler effectue sur Andy Kaufman la prise de catch dite du « marteau-pilon » (« piledriver »), à la suite de laquelle il a prétendument le cou cassé. Après cet épisode, il ne se déplace plus sans une minerve, insistant sur le fait que sa blessure est bien réelle. La spectaculaire « dispute » entre lui et Lawler (faite de déclarations menaçantes et d'intimidations, tout à fait dans l'esprit du catch) se poursuit des années, incluant une fameuse rixe télévisuelle, en 1982, sur le plateau de l'émission Late Night with David Letterman.
Il fut révélé plus tard que la célèbre dispute entre Kaufman et Lawler, ainsi que leurs combats de catch, avaient été mis en scène, alors qu'ils étaient amis dans la vie. La vérité sur cette mise en scène fut pourtant gardée secrète pendant plus de dix ans après la mort de Kaufman, jusqu’à la diffusion du documentaire A Comedy Salute to Andy Kaufman sur NBC en 1995. La personne qui révéla cette mise en scène se trouve être Jim Carrey, qui, plus tard, interpréta le rôle de Kaufman dans le film de Miloš Forman Man on the Moon (1999).
Au cours d'une interview au Memphis Flyer, Lawler explique avoir improvisé au cours de leur premier combat de catch, ainsi que lors de l'incident sur le plateau de Letterman. Bien que des représentants de l'hôpital Saint-Francis — où Kaufman fut examiné à la suite de leur combat initial — aient affirmé que sa blessure au cou était réelle, Lawler révèle en détail dans sa biographie, parue en 2002, comment leur était venue l'idée de cette mise en scène et la façon dont ils purent la garder secrète.
Andy Kaufman continue à défendre son titre de « Champion du Monde » dans l'enceinte du « Mid-South Coliseum » à Memphis, Tennessee. Il offre une récompense supplémentaire (aux 1 000 dollars initialement promis), promettant à la femme qui parviendra à le battre qu'elle pourra l'épouser, et qu'il se rasera le crâne.

### Mort

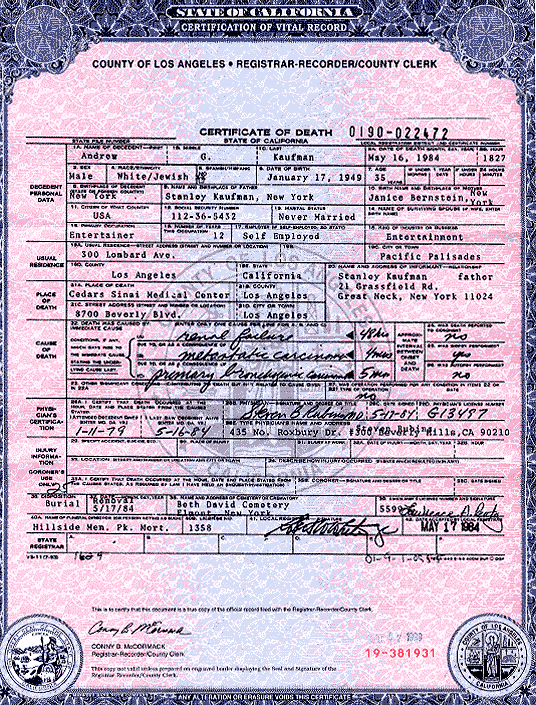
L'acte de décès d'Andy Kaufman.

Andy Kaufman est mort à Los Angeles, le 16 mai 1984, d'insuffisance rénale causée par des métastases cancéreuses issues d'une variante rare de cancer des poumons. Il est enterré au cimetière Beth David à Elmont. Le diagnostic de sa maladie fut initialement porté en décembre 1983 après que plusieurs membres de la famille, lors d'un dîner de Thanksgiving, se furent inquiétés face à sa toux persistante. En dépit du pronostic fatal de son médecin, Kaufman ne cessa de combattre la maladie, du diagnostic jusqu’à sa mort. Le cancer s'est rapidement propagé malgré un traitement massif de radiothérapie. Son ultime démarche thérapeutique pour lutter contre la maladie le conduisit aux Philippines en mars 1984 pour subir une opération de « chirurgie psychique ».
Andy Kaufman ayant toujours gardé le secret sur son état de santé (quasiment jusqu'au jour de sa mort), beaucoup de fans ont douté de la réalité de sa mort, pensant qu'il s'agissait encore une fois d'une mise en scène kaufmanienne. Les rumeurs selon lesquelles Kaufman serait toujours vivant remontent au lendemain même de sa mort, lorsqu'un auditeur a appelé la très populaire émission de radio de Howard Stern pour annoncer que la mort de Kaufman était un canular. Les amis et la famille de Andy précisèrent qu'il ne fumait quasiment jamais, ne buvait que très occasionnellement et qu'il était végétarien. À cette époque, le cancer des poumons était considéré comme extrêmement rare chez les non-fumeurs, ainsi que chez les sujets de moins de cinquante ans.
Andy Kaufman lui-même avait annoncé que s'il en venait à mettre en scène sa propre mort, il réapparaîtrait alors 20 ans plus tard, jour pour jour. Le 16 mai 2004, ses amis survivants organisèrent une fête sur le thème de « Bienvenue à la maison Andy », mais Kaufman n'y fut pas présent personnellement.
Après sa mort l'existence d'une fille de Kaufman fut révélée : Marie, qui fut abandonnée puis adoptée. Elle n'a jamais connu son père biologique.

## Participations
Andy Kaufman s'est fait un nom en participant comme invité à l'émission de la chaîne NBC Saturday Night Live, débutant lors de l'émission inaugurale du 1er octobre 1975, puis y participant encore à quatorze reprises.
Au cours de ces apparitions, il présentait des numéros habituels tirés de ses spectacles de comédie, comme le Mighty Mouse, « Foreign Man » ou l'imitation d'Elvis. Après avoir exaspéré le public avec son numéro de catch contre des femmes, les téléspectateurs de SNL avaient appelé à voter par téléphone pour décider s'il doit toujours faire partie de l'émission ou non. Une majorité de téléspectateurs votèrent pour son retrait, mais on n'a jamais su s'il s’agissait d'un canular ou pas. Il fait une dernière apparition (enregistrée) dans l'émission, reconnaissant la décision du public à laquelle il déclare se plier en restant à l'écart de l'émission.
Parmi ses participations télé les plus notables, on trouve un certain nombre d'apparitions dans l'émission initiale du The David Letterman Show en 1980, ainsi qu’onze apparitions au Late Night with David Letterman en 1982 et 1983, dont une au cours de laquelle il prétend être devenu SDF et réclama de l'argent au public, ainsi qu'une autre au cours de laquelle il présente ses « enfants adoptés », lesquels se révélèrent en fait être trois adultes afro-américains.
Il fait quelques apparitions dans des longs métrages, dont le premier est Meurtres sous contrôle (God Told Me To, 1976), dans lequel il incarnait un policier meurtrier. Il participa à plusieurs autres films, incarnant notamment un télévangéliste dans le film La Bible ne fait pas le moine (In God We Tru$t, 1980).
Laurie Anderson a collaboré avec lui dans les années 1970, participant à plusieurs de ses spectacles. Laurie Anderson fait référence à ces performances dans son album de 1995 : The Ugly One with the Jewels.

## Retours prétendus
Andy Kaufman aurait dit à un grand nombre de personnes (dont Bob Zmuda) qu'il souhaitait simuler sa propre mort avant sa mort réelle. Ces allégations ont conduit de nombreux fans à croire qu'il était toujours vivant.
Au moment de sa mort, il travaillait sur un scénario qui concernait un personnage prétendant être atteint d'un cancer du poumon et qui simulait sa propre mort. Par ailleurs, Kaufman perdit tous ses cheveux avant sa mort, ce qu'on imaginait dû à la radiothérapie. Cependant, selon le site kaufmanlives.com (« Kaufman est vivant »), la fiancée d'Andy affirma lui avoir rasé les cheveux avec un rasoir. La sœur d'Andy déclara après sa mort qu'elle trouvait bizarre le fait que le médecin qui avait annoncé le diagnostic à la famille portait des chaussures de tennis, ce qui provoqua un débat parmi les fans sur le fait de savoir si Andy n'avait pas engagé un ami comédien pour jouer le rôle du docteur.
Il existe de nombreuses rumeurs de cette sorte autour de la mort d'Andy et le film Man on the Moon fait référence à certaines d'entre elles, finissant même sur une fin ouverte dans laquelle, selon les interprétations, Andy pourrait (ou pas) être toujours en vie. Bob Zmuda a ironiquement reconnu les rumeurs de canular concernant la mort d'Andy, admettant que Kaufman et lui avaient bien discuté de la simulation de sa mort à plusieurs reprises, allant jusqu’à dire qu'Andy était « obsédé par cette idée », mais Zmuda a toujours maintenu qu'Andy était réellement mort. Zmuda affirme ne pas penser qu'Andy puisse se montrer assez cruel pour passer tant de temps sans prendre contact avec sa famille s'il était toujours vivant. Cependant, Zmuda a pu exprimer l'idée selon laquelle Andy aurait simulé sa mort en 1984, mais serait mort depuis, d'une autre cause.
Comme exemple du type de canular ou plaisanterie perpétuée à propos de la mort de Kaufman, on trouve un blog, créé le 16 mai 2004, qui prétend être une chronique du retour de Kaufman. L'auteur du blog s'est révélé n'être autre que Steve Rocco (dont l'hebdomadaire OC Weekly a laissé entendre qu'il s'agissait de Kaufman lui-même).
Rocco, qui gère un certain nombre de sites relatifs à Kaufman, sur lesquels il utilise de nombreux pseudonymes, prétend être en possession de preuves irréfutables selon lesquelles Kaufman serait toujours en vie. Il a publié certaines de ces prétendues « preuves » en ligne, dont des photos d'albums de famille de Kaufman. Cet épisode a conduit certains fans à croire que Rocco travaillait pour Bob Zmuda (qui aurait pu être en possession d'objets personnels de Kaufman) et que le site AndyKaufmanLives.com serait une sorte de « jeu », créé pour honorer la mémoire de Kaufman dans un style très kaufmanien, fait pour procurer à ses fans une source de divertissement et d'inspiration. Le site AndyKaufmanLives.com comporte de nombreux autres indices et « plaisanteries d'initiés » dont certaines sont détaillées sur le site de OC Weekly.

## Filmographie

### Comme acteur
- 1976 : Meurtres sous contrôle (God Told Me To) : le policier
- 1977 : Stick Around (TV) : Andy, the Robot
- 1978 : Taxi (TV) : Latka Gravas
- 1980 : La Bible ne fait pas le moine (In God We Tru$t) : Armageddon T. Thunderbird
- 1981 : Heartbeeps d'Allan Arkush : Val
- 1982 : The Fantastic Miss Piggy Show (TV) : Tony Clifton

### Comme scénariste
- 1979 : Andy's Funhouse (TV)
- 1980 : Andy Kaufman Plays Carnegie Hall (vidéo)
- 1989 : I'm from Hollywood

### Comme compositeur
- 1979 : Andy's Funhouse (TV)

### Comme producteur
- 1979 : Andy's Funhouse (TV)

## Distinctions
- - WWE Hall of Fame (2023)

## Anecdotes
- Andy Kaufman est apparu à titre posthume dans les jeux vidéo de catch Legends of Wrestling II (2002) et  Showdown: Legends Of Wrestling (2004).
- Dans le jeu vidéo Grand Theft Auto: Vice City, les taxis jaunes sont appelés « Kaufman Cabs » en mémoire de l'humoriste, et le local des taxis ressemble à celui de la série télévisée Taxi[22].
- Il est l'ami d'Alan Spencer, connu pour être le créateur de la série Sledge Hammer!. Il l'invite un jour chez lui et le soumit à un visionnage marathon de 48h de The People's Court, une sitcom (dont l'action se passe dans un tribunal) que Kaufman enregistrait religieusement.
- Il pratique la méditation transcendantale[23],[24].
- Le rappeur Sage Francis écrit une chanson sur le thème de la simulation de sa propre mort intitulée « Andy Kaufman » sur son album Still Sick... Urine Trouble.
- Le groupe R.E.M. fait référence au comédien : son imitation d'Elvis et d'autres aspects de sa vie dans la chanson Man on the Moon. Man on the Moon est aussi le titre d'un film sur Andy Kaufman réalisé par Miloš Forman en 1999. Une seconde chanson concernant Kaufman, de R.E.M., The Great Beyond, est utilisée dans la bande originale du film.
- Dans un sondage sur IMDb, il est cité comme la célébrité qui a le plus vraisemblablement simulé sa propre mort, devant Elvis Presley, Jim Morrison, James Dean, Bruce Lee, et Jimi Hendrix[25].
- Il est aussi compositeur[réf. souhaitée].

### Vidéo
- Fridays the infamous "Marijuana" sketch uncut
- Lincoln Assassination one of Andy's early stage gags, using "Birth of a Nation" footage
- Kaufman may be gone, but Clifton lives on...